# Crocidium nigrifacies
Crocidium nigrifacies är en tvåvingeart som beskrevs av Mario Bezzi 1921. Crocidium nigrifacies ingår i släktet Crocidium och familjen svävflugor.
Artens utbredningsområde är Zimbabwe. Inga underarter finns listade i Catalogue of Life.